# قائمة البعثات الدبلوماسية الماليزية

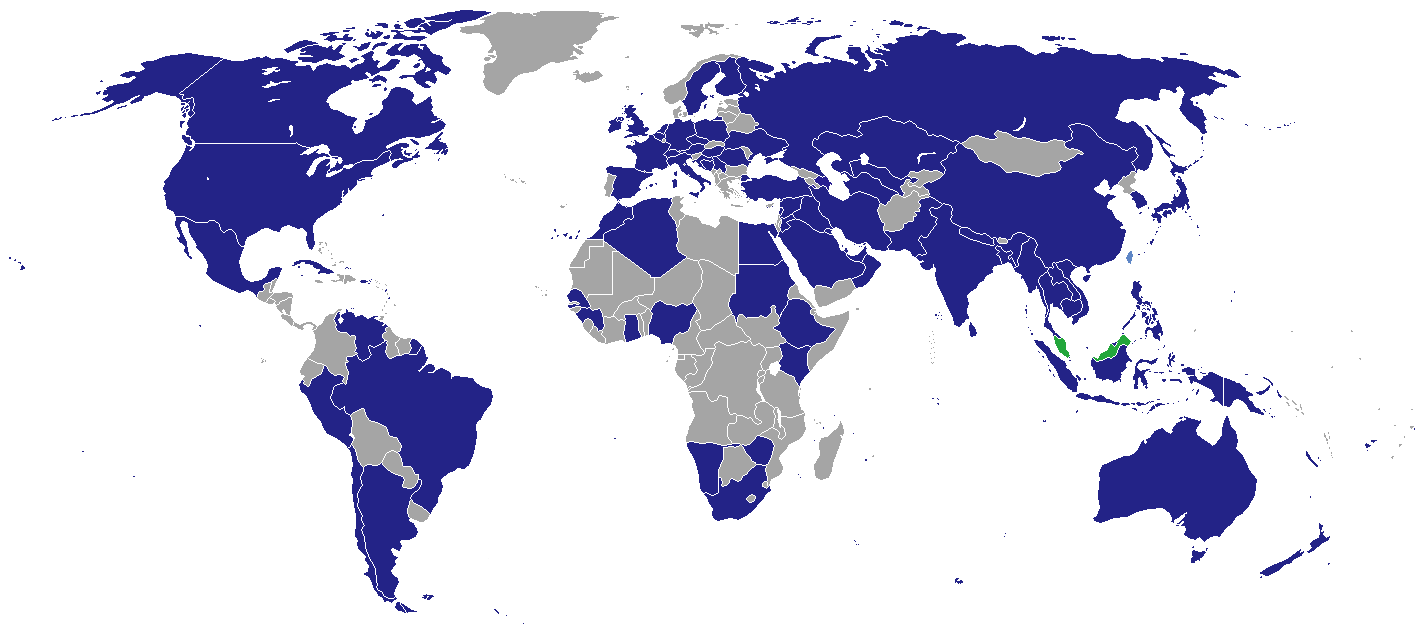
البعثات الدبلوماسية الماليزية

هذه قائمة البعثات الدبلوماسية الماليزية. أُنشأت وزارة الخارجية الماليزية عام 1957 عندما نالت ماليزيا استقلالها. في البداية كانت البعثات الدبلوماسية في لندن وكانبرا ونيودلهي وطوكيو وبانكوك وروما وواشنطن. ثم توسعت البعثات لتصل إلى 14 بعثة عام 1963، و21 بعثة عام 1995. يبلغ اليوم عدد بعثات ماليزيا الدبلوماسية 106 بعثة منتشرة في العديد من بلدان العالم.

## أفريقيا

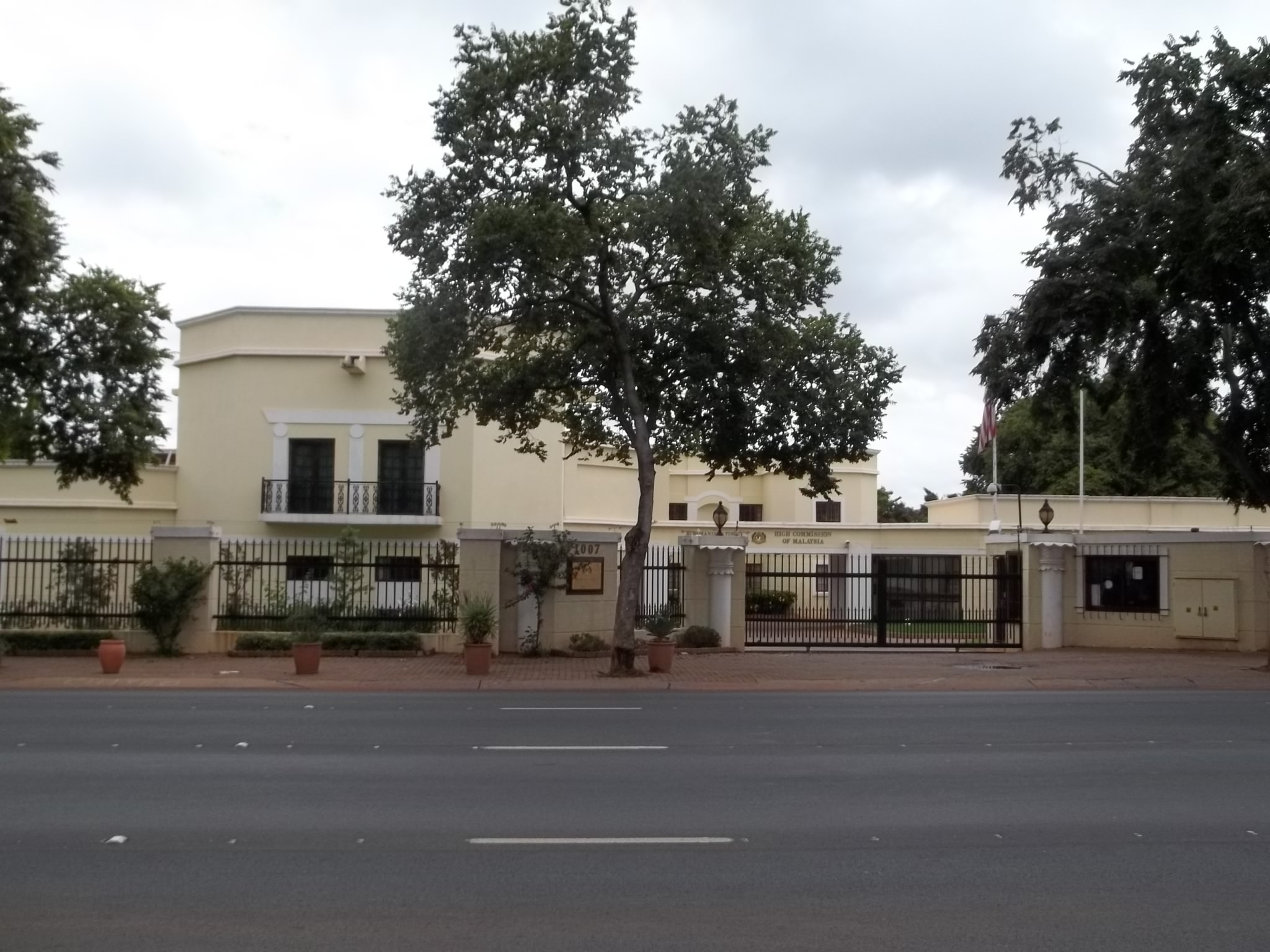
المفوضية العليا الماليزية في بريتوريا.

- الجزائر
  - الجزائر (سفارة)
- مصر
  - القاهرة (سفارة)
- غانا
  - أكرا (مفوضية عليا)
- غينيا
  - كوناكري (سفارة)
- كينيا
  - نيروبي (مفوضية عليا)
- ليبيا
  - طرابلس (سفارة)
- المغرب
  - الرباط (سفارة)
- ناميبيا
  - ويندهوك (مفوضية عليا)
- نيجيريا
  - أبوجا (مفوضية عليا)
- السنغال
  - داكار (سفارة)
- جنوب أفريقيا
  - بريتوريا (مفوضية عليا)
- السودان
  - الخرطوم (سفارة)
- زيمبابوي
  - هراري (سفارة)

## الأمريكتين
- الأرجنتين
  - بوينس آيرس (سفارة)
- البرازيل
  - برازيليا (سفارة)
- كندا
  - أوتاوا (مفوضية عليا)
  - فانكوفر (قنصلية عامة)
- تشيلي
  - سانتياغو (سفارة)
- كوبا
  - هافانا (سفارة)
- المكسيك
  - مدينة مكسيكو (سفارة)
- بيرو
  - ليما (سفارة)

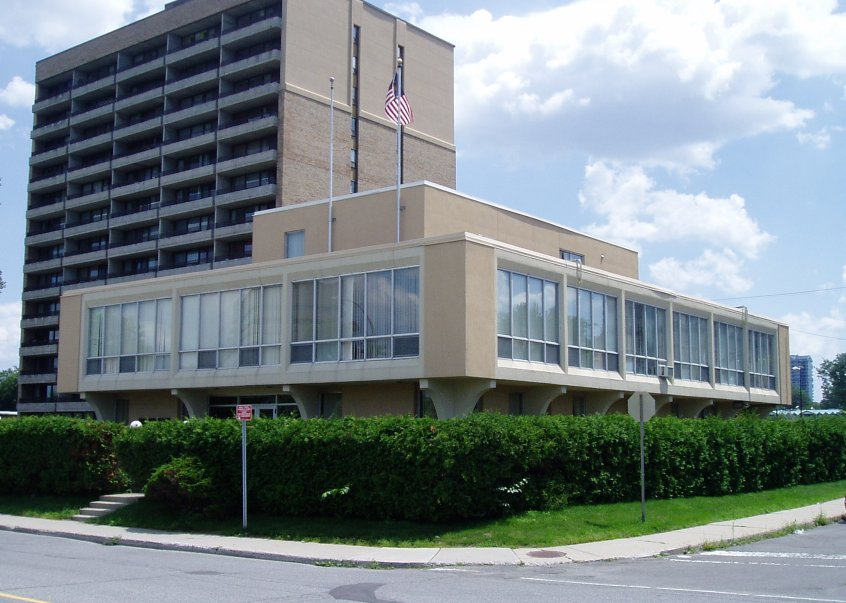
المفوضية العليا الماليزية في أوتاوا.

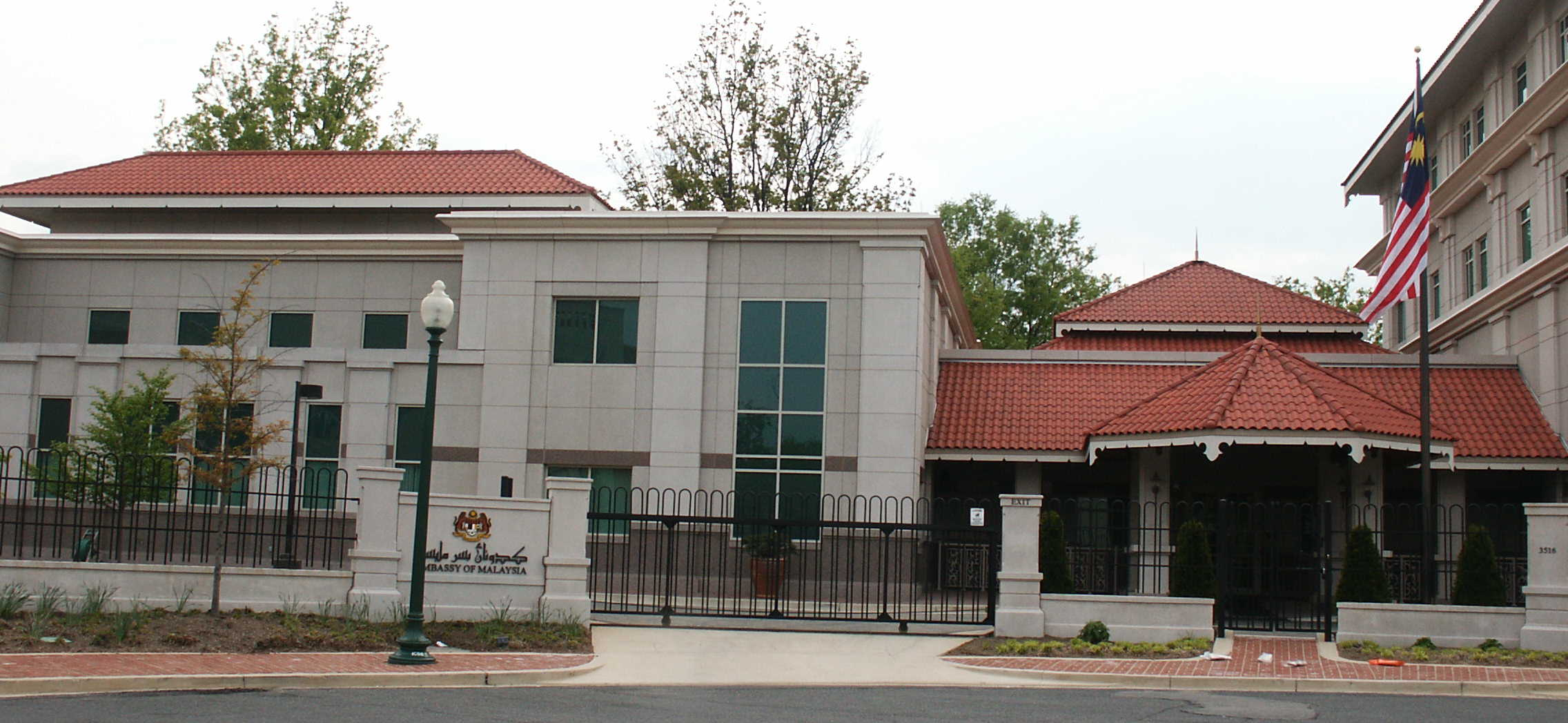
السفارة الماليزية في واشنطن.

- الولايات المتحدة الأمريكية
  - واشنطن (سفارة)
  - لوس أنجلوس (قنصلية عامة)
  - نيويورك (قنصلية عامة)
- فنزويلا
  - كاراكاس (سفارة)

## آسيا
- أذربيجان
  - باكو (سفارة)
- البحرين
  - المنامة (سفارة)
- بنغلادش
  - دكا (مفوضية عليا)
- بروناي
  - بندر سري بكاوان (مفوضية عليا)
- كمبوديا
  - بنوم بنه (سفارة)
- الصين
  - بكين (سفارة)
  - غوانزو (قنصلية عامة)
  - هونغ كونغ (قنصلية عامة)
  - كونمينغ (قنصلية عامة)
  - ناننينغ (قنصلية عامة)
  - شانغهاي (قنصلية عامة)
- الهند
  - نيودلهي (مفوضية عليا)
  - تشيناي (قنصلية عامة)
  - مومباي (قنصلية عامة)
- إندونيسيا
  - جاكرتا (سفارة)
  - ميدان (قنصلية عامة)
  - بونتياناك (قنصلية)
  - بيكانبارو (قنصلية)
- إيران
  - طهران (سفارة)
- اليابان
  - طوكيو (سفارة)
- الأردن
  - عمان (سفارة)
- كازاخستان
  - أستانة (سفارة)
- كوريا الشمالية
  - بيونغيانغ (سفارة)
- كوريا الجنوبية
  - سيول (سفارة)
- الكويت
  - مدينة الكويت (سفارة)
- لاوس
  - فيينتيان (سفارة)
- لبنان
  - بيروت (سفارة)
- بورما
  - يانغون (سفارة)
- نيبال
  - كاتماندو (سفارة)
- سلطنة عمان
  - مسقط (سفارة)
- باكستان
  - إسلام أباد (مفوضية عليا)
  - كراتشي (قنصلية عامة)
- الفلبين
  - مانيلا (سفارة)
  - دافو (قنصلية عامة)
- قطر
  - الدوحة (سفارة)
- السعودية
  - الرياض (سفارة)
  - جدة (قنصلية عامة)
- سنغافورة
  - سنغافورة (مفوضية عليا)
- سريلانكا
  - كولمبو (مفوضية عليا)
- سوريا
  - دمشق (سفارة)
- تايوان
  - تايبيه (المركز الماليزي للتجارة والصداقة)
- تايلند
  - بانكوك (سفارة)
  - سونغكلا (قنصلية عامة)
- تيمور الشرقية
  - ديلي (سفارة)
- تركيا
  - أنقرة (سفارة)
- تركمانستان
  - عشق آباد (سفارة)
- الإمارات العربية المتحدة
  - أبوظبي (سفارة)
  - دبي (قنصلية عامة)
- أوزبكستان
  - طشقند (سفارة)
- فيتنام
  - هانوي (سفارة)
  - هو تشي منه (قنصلية عامة)
- اليمن
  - صنعاء (سفارة)

## أوروبا

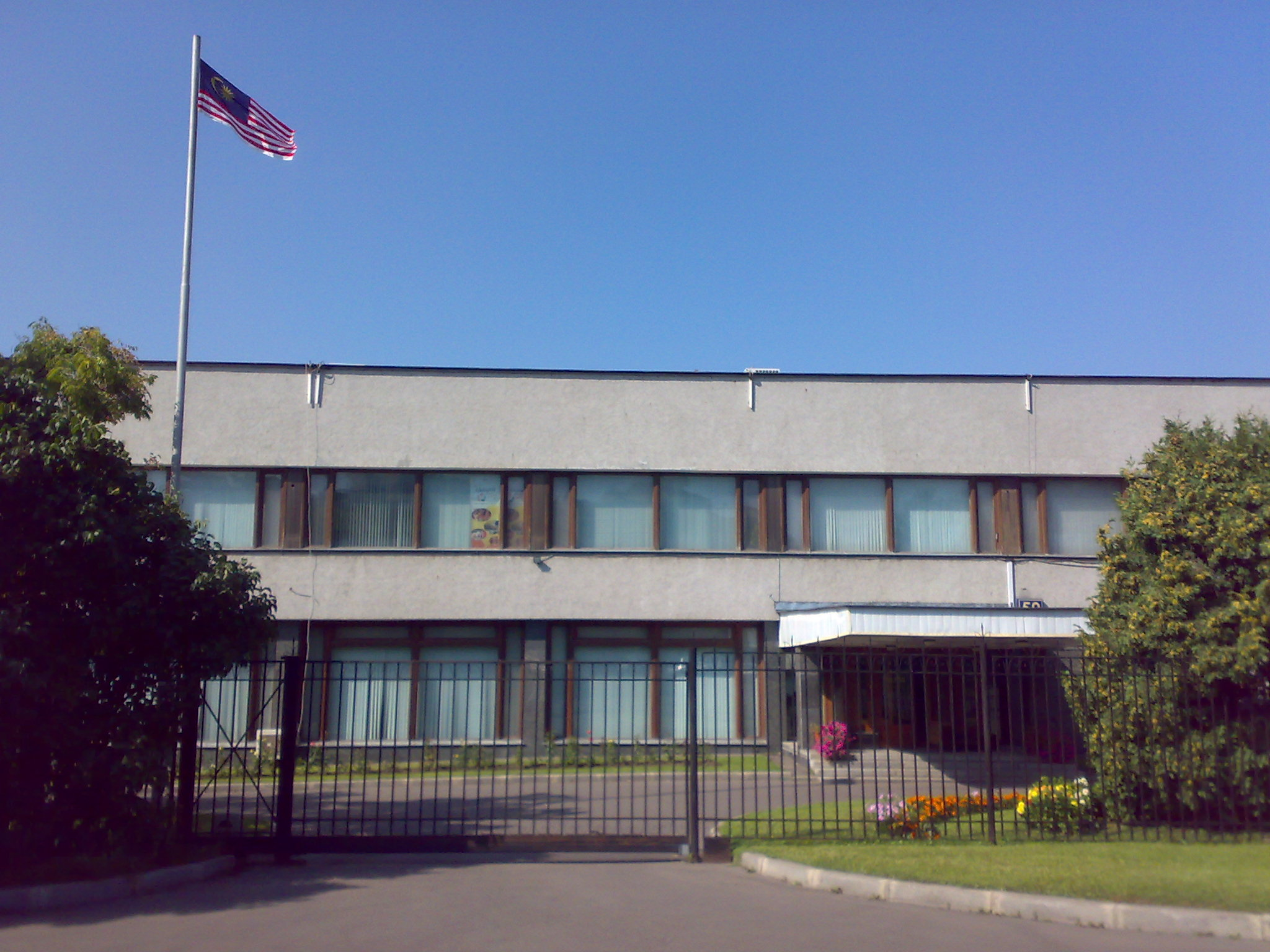
السفارة الماليزية في موسكو.

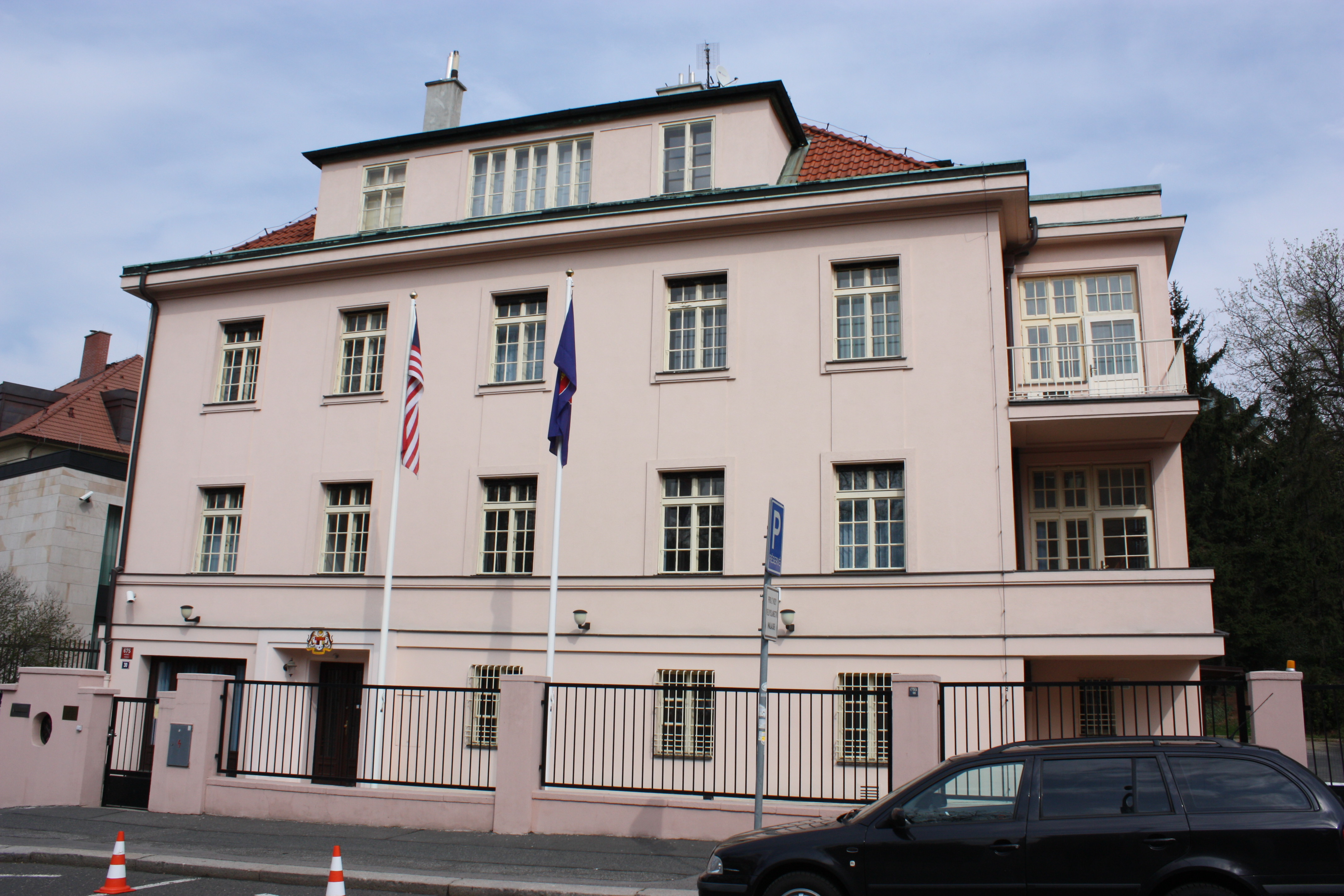
السفارة الماليزية في براغ.

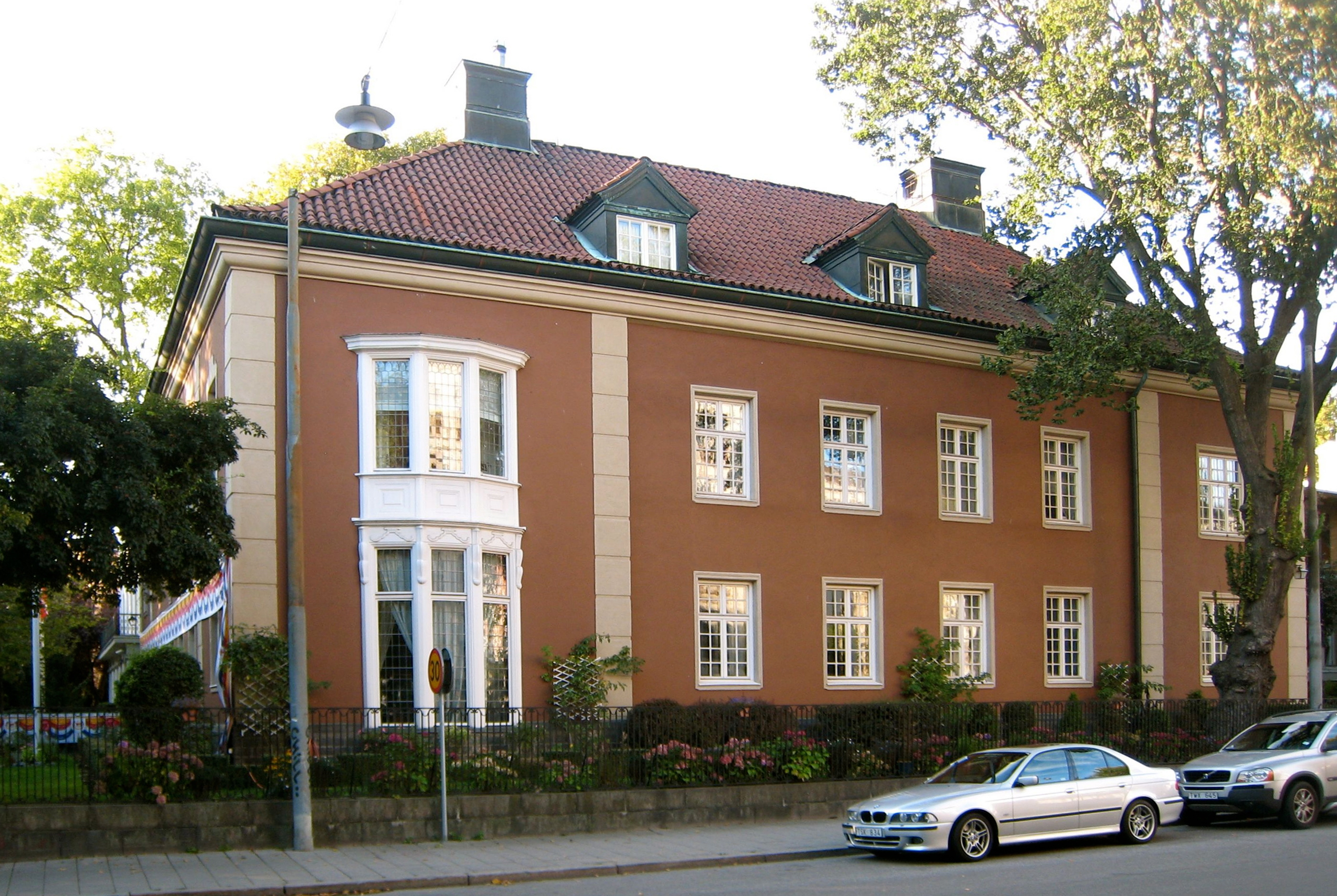
السفارة الماليزية في ستوكهولم.

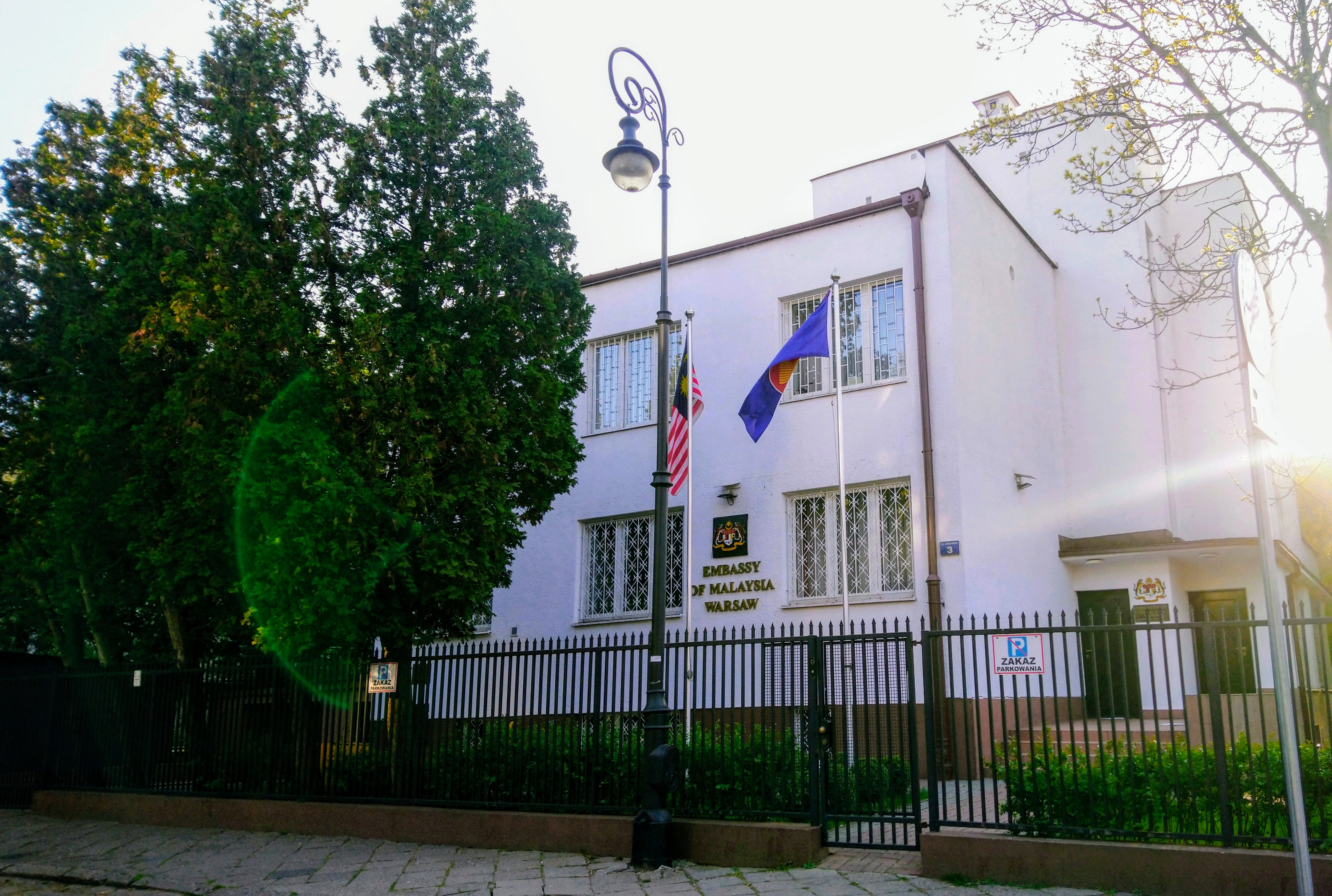
السفارة الماليزية في وارسو.

- النمسا
  - فيينا (سفارة)
- بلجيكا
  - بروكسل (سفارة)
- البوسنة والهرسك
  - سراييفو (سفارة)
- كرواتيا
  - زغرب (سفارة)
- التشيك
  - براغ (سفارة)
- فنلندا
  - هلسنكي (سفارة)
- فرنسا
  - باريس (سفارة)
- ألمانيا
  - برلين (سفارة)
  - فرانكفورت (قنصلية عامة)
- المجر
  - بودابست (سفارة)
- جمهورية أيرلندا
  - دبلن (سفارة)
- إيطاليا
  - روما (سفارة)
- هولندا
  - لاهاي (سفارة)
- بولندا
  - وارسو (سفارة)
- رومانيا
  - بوخارست (سفارة)
- روسيا
  - موسكو (سفارة)
- صربيا
  - بلغراد (سفارة)
- إسبانيا
  - مدريد (سفارة)
- السويد
  - ستوكهولم (سفارة)
- سويسرا
  - برن (سفارة)
- أوكرانيا
  - كييف (سفارة)
- المملكة المتحدة
  - لندن (مفوضية عليا)

## أوقيانوسيا

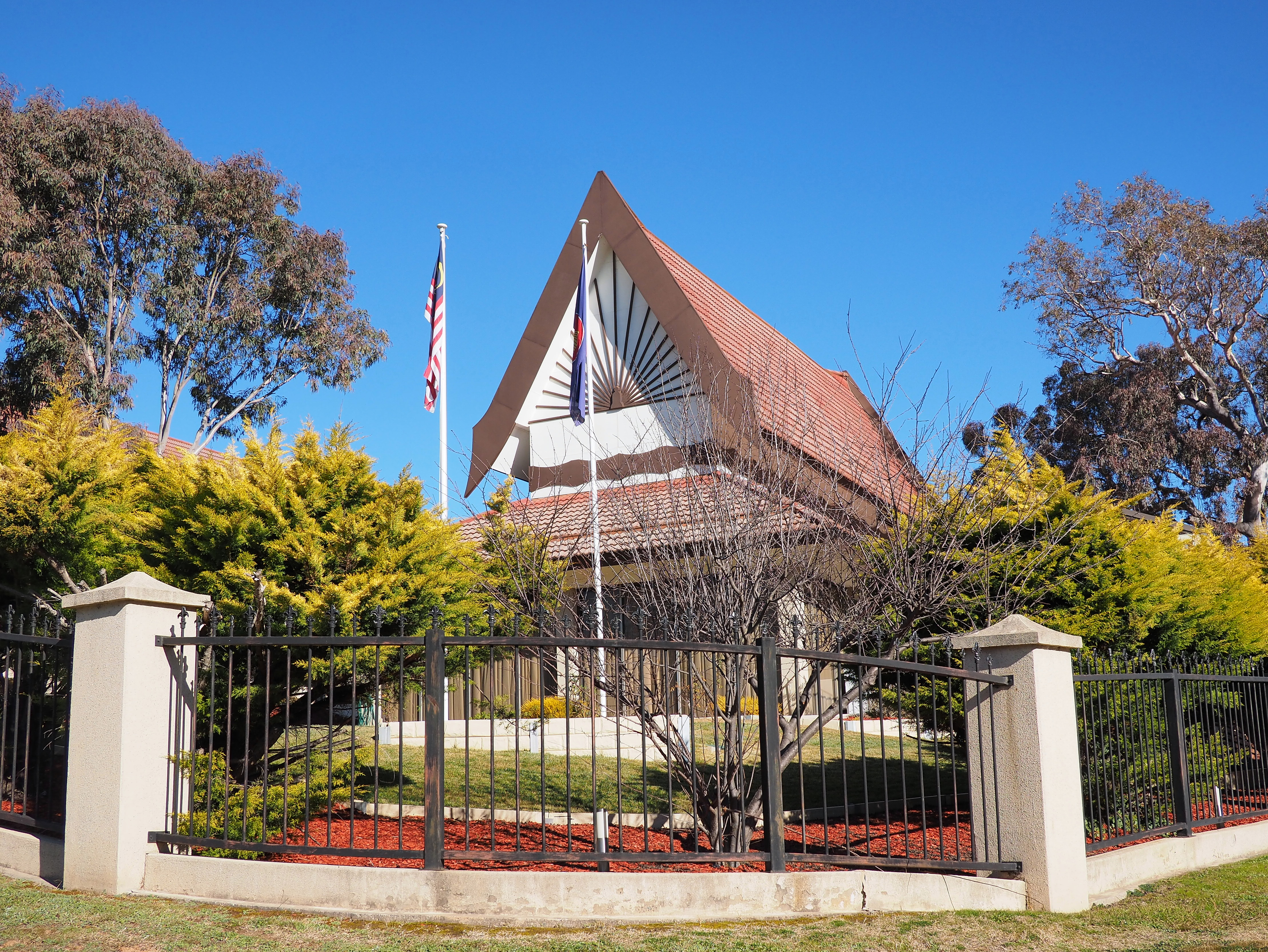
المفوضية العليا الماليزية في كانبرا.

- أستراليا
  - كانبرا (قنصلية عامة)
  - ملبورن (قنصلية عامة)
  - بيرث (قنصلية عامة)
  - سيدني (قنصلية عامة)
- فيجي
  - سوفا (مفوضية عليا)
- نيوزيلندا
  - ويلينغتون (مفوضية عليا)
- بابوا غينيا الجديدة
  - بورت مورسبي (مفوضية عليا)

## المنظمات المتعددة الأطراف
- بروكسل (بعثة دائمة في الاتحاد الأوروبي)
- جنيف (بعثة دائمة في الأمم المتحدة)
- جاكرتا (بعثة دائمة في رابطة دول جنوب شرق آسيا)
- نيويورك (بعثة دائمة في الأمم المتحدة)
- الرياض (بعثة دائمة في منظمة التعاون الإسلامي)

## السفراء المعتمدين
| - آيسلندا (ستوكهولم) - أرمينيا (موسكو) - ألبانيا (مدينة الفاتيكان) - أنتيغوا وباربودا (كاراكاس) - أنغولا (ويندهوك) - أوغندا (نيروبي) - إثيوبيا (نيروبي) - إستونيا (ستوكهولم) - الأوروغواي (بوينس آيرس) - الإكوادور (سانتياغو) - البرتغال (باريس) - الدنمارك (ستوكهولم) - الرأس الأخضر (داكار) - السلفادور (مدينة مكسيكو) - الغابون (أبوجا) - الكاميرون (أبوجا) - النرويج (ستوكهولم) - النيجر (أكرا) - باراغواي (بوينس آيرس) - باربادوس (كاراكاس) - باهاماس (هافانا) - بليز (مدينة مكسيكو) - بنما (ليما) - بنين (أبوجا) - بوتسوانا (بريتوريا) - بوركينا فاسو (داكار) - بوروندي (نيروبي) - بوليفيا (ليما) - ترينيداد وتوباغو (كاراكاس) - تشاد (أبوجا) - تنزانيا (نيروبي) - توغو (أكرا) - توفالو (سوفا) - تونس (الجزائر) - تونغا (سوفا) - جامايكا (هافانا) - جزر القمر (هراري) - جزر المالديف (كولمبو) - جزر سليمان (بورت مورسبي) - جزر كوك (ويلينغتون) - جمهورية أفريقيا الوسطى (أبوجا) - جمهورية الدومينيكان (هافانا) - جمهورية الكونغو الديمقراطية (ويندهوك) - جمهورية الكونغو (ويندهوك) | - جمهورية مقدونيا (بودابست) - جورجيا (كييف) - رواندا (نيروبي) - روسيا البيضاء (موسكو) - زامبيا (هراري) - ساحل العاج (كوناكري) - ساموا (ويلينغتون) - سان مارينو (روما) - سانت فينسنت والغرينادين (كاراكاس) - سانت لوسيا (كاراكاس) - ساو تومي وبرينسيب (أكرا) - سلوفاكيا (فيينا) - سلوفينيا (بودابست) - سوازيلاند (بريتوريا) - سيراليون (كوناكري) - سيشل (هراري) - طاجيكستان (طشقند) - غامبيا (داكار) - غرينادا (كاراكاس) - غواتيمالا (مدينة مكسيكو) - غينيا الاستوائية (أبوجا) - غينيا بيساو (كوناكري) - فانواتو (بورت مورسبي) - فلسطين (القاهرة) - قيرغيزستان (طشقند) - كوستاريكا (مدينة مكسيكو) - كوسوفو (روما) - كولومبيا (ليما) - كيريباتي (سوفا) - لاتفيا (ستوكهولم) - ليبيريا (كوناكري) - ليتوانيا (ستوكهولم) - ليسوتو (بريتوريا) - مالي (داكار) - ملاوي (هراري) - منغوليا (بكين) - موريتانيا (الرباط) - موريشيوس (هراري) - موزمبيق (بريتوريا) - موناكو (باريس) - ناورو (سوفا) - نيكاراغوا (هافانا) - هايتي (هافانا) - هندوراس (مدينة مكسيكو) |

## وصلات خارجية
- وزارة الخارجية الماليزية